# 質子K型運載火箭
质子-K运载火箭（俄语：Прото́н-К）苏联质子号运载火箭家族中的三级型号。美国国防部对这种火箭的代号是“SL-13”，美国国会的谢尔顿命名法（用于识别火箭的衍生型号）则称其为“D-1”。此火箭主要用来发射空间站。
在切洛勉的UR500（即两级型质子号）基础上发展三级火箭的计划在1964年就已经决定了。当时为这种新火箭安排的任务是发射“金刚石”军用空间站（其中实际发射成功的都被编进了礼炮号的编号序列）和LK-1载人环月飞船（此飞船后来被取消）。但火箭的发展出了一些问题，主要是可靠性一直达不到要求。第一枚带有第三级的质子号于1967年3月10日发射，但这是一枚带有“D组级”上面级的四级火箭；不带上面级的质子-K于1968年11月16日首次发射，将质子4号科学卫星（重达16吨）送入太空。
以下是由质子-K发射成功的空间站。
礼炮号系列：礼炮1号，礼炮2号，礼炮3号，礼炮4号，礼炮5号，礼炮6号，礼炮7号；
TKS空间舱系列：宇宙-929，宇宙-1267，宇宙-1443，宇宙-1686（注意这些舱段通常是对接到礼炮号空间站上作为后者的组件）；
和平号空间站的6个组件：核心舱，量子1号天文物理舱，量子2号气闸舱，“晶体”号实验舱，“光谱”号遥感舱，“自然”号地球观测舱；
国际空间站的两个组件：曙光号功能货舱和星辰号服务舱。
截止2000年，质子-K共发射31次，其中失败4次。

## 资料来源
1. ↑  McDowell, Jonathan. . Orbital and Suborbital Launch Database. Jonathan's Space Page.   [2011-08-17]. （原始内容存档于2021-04-24）.

- 质子-K （页面存档备份，存于）
- 赫鲁尼切夫航天中心：质子-K （页面存档备份，存于）
- 《中国航天》，2004年10月号，26页